# Leiden Christi (Stockum)

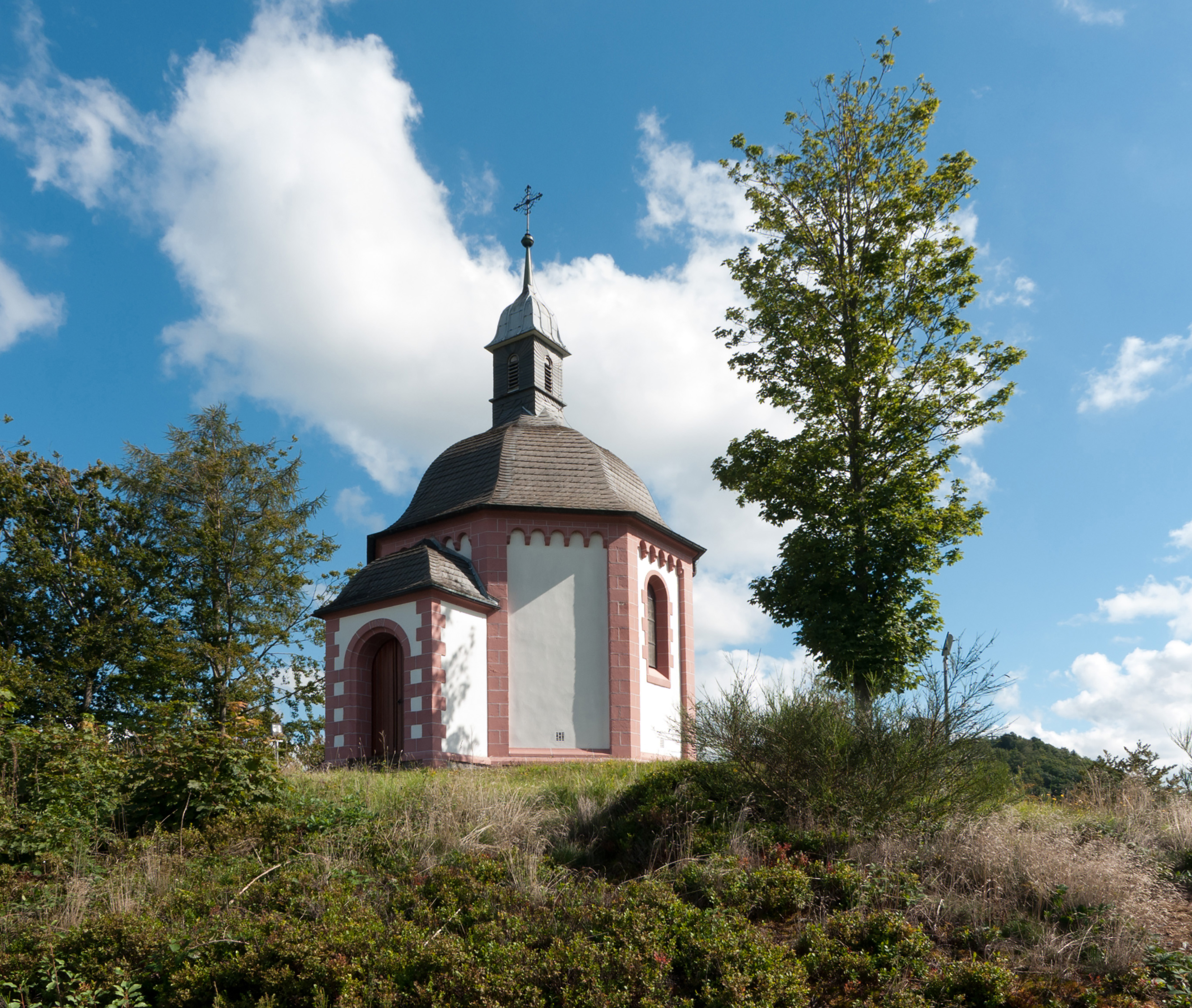
Kapelle Leiden Christi

Die katholische Kapelle Leiden Christi ist ein denkmalgeschütztes Kirchengebäude auf dem Rehberg in Stockum, einem Stadtteil von Sundern im Hochsauerlandkreis (Nordrhein-Westfalen).

## Geschichte und Architektur
Der 1870 in Stockum gegründete Verein zum Heiligen Kreuze hatte das Ziel, auf dem Rehberg eine gotische Kapelle zu bauen. 
1910 fertiggestellt und am 30. November 1919 geweiht erhebt sich der kleine verputzte Achteckbau mit geschwungener Haube sowie Glockenaufsatz und Portalvorbau auf der Spitze eines kegelförmigen Berges. Er bildet den Abschluss eines sich dorthin schlängelnden Kreuzwegs mit Reliefdarstellungen. 

## Ausstattung
Die Kreuzigungsgruppe mit der heiligen Maria Magdalena ist aus Stein, sie stammt aus der Bauzeit der Kapelle.